# 606 (kølbåd)
 For alternative betydninger, se 606 (flertydig). (Se også artikler, som begynder med 606)
606'eren er en kølbåd, der blev tegnet i 1969 af svenskeren Pelle Petterson. Den er lille af en kølbåd at være og har en del af jollens egenskaber. For eksempel kommer den let op at plane.
606'eren bliver ofte sammenlignet med Ynglingen, og disse to både har kæmpet en indbyrdes kamp om at blive den båd, de unge sejlere lærer at sejle kølbåd i. De stammer begge fra 70'erne, og siden har de været mange sejlklubbers foretrukne kølbåde til sejlerskole. 
Der er mange trimmuligheder i 606'eren, og da klassereglerne er meget frie, er det op til den enkelte sejler, hvordan båden skal se ud. Derfor er mange af de unge sejlere blevet hængende, for det er absolut ikke kun en skolebåd.
En ny 606'er koster 80.000 kr., hvis man selv skruer alle beslag fast, mens en kapsejladsrigget kan fås for 20-30.000 kr. og en der er mindre velholdt for 10.000.
Der er bygget ca. 800 både, heraf 100 er i Danmark, de fleste i Sverige og en hel del i Finland. I Danmark er de kapsejlende både primært koncentreret omkring Sønderjylland og Nordsjælland, men der findes også nogle stykker på Fyn og Sydsjælland. Til DM deltager 20-25 både.

## Eksterne links
- Dansk Sejlunion Arkiveret 30. januar 2009 hos  Wayback Machine
- Dansk 606 Klub Arkiveret 5. februar 2007 hos  Wayback Machine
- Svenska 606-förbundet Arkiveret 27. februar 2007 hos  Wayback Machine
- Finlands 606-förbund Arkiveret 2. marts 2007 hos  Wayback Machine

| Vandsport/vandtransport | Spire Denne vandsports- eller vandtransportsartikel er en spire som bør udbygges. Du er velkommen til at hjælpe Wikipedia ved at udvide den. |